# Cercidas
Cercidas (en griego antiguo: Κερκιδᾶς, romanizado: Cercidas) fue un poeta, filósofo y legislador de la ciudad de Megalópolis del siglo IV a. C.
Fue un filósofo cínico, discípulo de Diógenes, y es mencionado por Ateneo de Naucratis y Estobeo. Según Claudio Eliano, a su muerte hizo quemar con él los dos primeros libros de la Ilíada y expresó su deseo de acercarse a Pitágoras (filósofo), Hecateo de Mileto (historiador), Olimpo el Viejo (músico) y Homero, lo que implica claramente que cultivaba estas artes y ciencias. Demóstenes dice que por cobardía y corrupción puso Arcadia bajo el dominio de Filipo II de Macedonia.
En 1906 se encontró un papiro en Oxirrinco con fragmentos de siete poemas cínicos suyos.